# سعدان غوامبي
سعدان غوامبي (25 مايو 1988 بموزمبيق - ) هو لاعب كرة قدم موزمبيقي في مركز الوسط. شارك مع منتخب موزمبيق لكرة القدم. أما مع النوادي، فقد لعب مع نادي ماشاكويني ‏.

## وصلات خارجية
- سعدان غوامبي على موقع قاعدة بيانات كرة القدم.إي يو (الإنجليزية)
- سعدان غوامبي على موقع ناشيونال فوتبول تيمز (الإنجليزية)
- سعدان غوامبي على موقع Soccerway.com (الإنجليزية)